# Horst Heinschke
Horst Heinschke (* 8. Februar 1928 in Küstrin; † 19. Januar 2014 in Berlin) war ein deutscher Politiker (CDU).
Horst Heinschke besuchte ein Gymnasium, wurde aber noch vor dem Abitur von der Wehrmacht eingezogen und geriet anschließend in Kriegsgefangenschaft. 1947 legte er das Abitur ab und studierte Germanistik, Geschichte, Theaterwissenschaften und Philosophie. Nach dem Staatsexamen war Heinschke ab 1956 im Schuldienst, zuletzt als Oberstudienrat. Bereits 1952 trat er der CDU bei. Bei der Berliner Wahl 1958 wurde er in die Bezirksverordnetenversammlung (BVV) im Bezirk Charlottenburg gewählt. Bei der Wahl 1967 wurde er in das Abgeordnetenhaus von Berlin gewählt. Im Juli 1971 wurde Heinschke von der BVV Charlottenburg zum Bezirksstadtrat für Sozialwesen gewählt, dieses Amt füllte er bis 1981 aus. Da Hans-Peter Patt aus dem Abgeordnetenhaus ausschied, rückte Heinschke erneut im September 1987 in das Abgeordnetenhaus nach.
Heinschke wurde auf dem Luisenfriedhof I beigesetzt.